# Pour le mérite (film)
Pour plus de détails, voir Fiche technique et Distribution.
Pour le mérite est film allemand réalisé par Karl Ritter, sorti en 1938.
Il s'agit d'un film de propagande nazie. Il diffuse l'idée de la Dolchstoßlegende, qui explique la défaite de la Première Guerre mondiale par une trahison à l'intérieur de l'Allemagne. Il décrit également les anciens soldats comme les pionniers du national-socialisme en Allemagne et glorifie le réarmement illégal de la Wehrmacht.

## Synopsis
Le film est divisé en épisodes autour de quatre officiers de l'armée de l'air Fabian, Prank, Moebius et Gerdes, parfois individuellement, parfois ensemble.
En Allemagne du Sud
Le lieutenant Fabian, presque 19 ans, fête en grande pompe ses fiançailles avec son amoureuse dans un Biergarten dans le sud de l'Allemagne. Le soir, il reçoit un message lui annonçant qu'il va recevoir la médaille Pour le Mérite. Alors qu'il voulait amener sa fiancée voir l'Eibsee, il doit repartir au front le lendemain matin.
Jagdgeschwader (de) 12
Sur le front de l'Ouest, Fabian et les autres officiers de la Luftstreitkräfte participent aux combats. Ils remportent beaucoup de victoires mais perdent certains camarades. Un jour, le capitaine Prank revient avec la nouvelle qu'une révolution en Allemagne a éclaté. L'escadre refuse de livrer ses engins et doit affronter les conseils ouvriers entre Darmstadt et Mannheim. Le hangar est incendié, Moebius semble avoir disparu soudainement.
L'après-guerre
Après la fin de la guerre, les anciens officiers doivent se reconvertir dans des métiers civils, plutôt difficilement. Prank est complètement largué. Moebius qui vient de réapparaître emmène Prank et sa femme Isabel dans son domaine, où Moebius cache secrètement un avion qu'il a sauvé durant la guerre. Mais un groupe communiste le découvre et le détruit ; dans le même temps Isabel meurt. Prank se retrouve en prison, une tentative d'évasion de ses anciens camarades échoue. Après avoir purgé sa peine, Prank s'en va à l'étranger.
Le Troisième Reich
En 1933, le régime nazi reconstruit une armée de l'air. Les anciens officiers sont rappelés et réintègrent l'armée de l'air. Gerdes, Moebius et Fabian parviennent à faire revenir Prank en Allemagne, où il devient en tant que colonel chargé d'un nouvel escadron.
Le film se termine en 1935 avec l'annonce par Joseph Goebbels de la conscription générale, tandis que des foules en liesse se rassemblent autour des monuments aux morts de la Première Guerre mondiale. Les soldats qui y ont participé défilent dans leurs uniformes de la nouvelle Wehrmacht.

## Fiche technique
- Titre : Pour le mérite
- Réalisation : Karl Ritter, assisté de Gottfried Ritter
- Scénario : Karl Ritter, Fred Hildenbrandt (de)
- Musique : Herbert Windt
- Direction artistique : Walter Röhrig
- Costumes : Charlotte Bornkessel, Paul Haupt
- Photographie : Günther Anders, Heinz von Jaworsky (de) (images aériennes)
- Son : Werner Pohl
- Montage : Gottfried Ritter
- Production : Karl Ritter
- Sociétés de production : UFA
- Société de distribution : UFA-Filmverleih
- Pays d'origine :  Reich allemand
- Langue : allemand
- Format : Noir et blanc - 1,37:1 - Mono - 35 mm
- Genre : Propagande
- Durée : 121 minutes
- Dates de sortie :
  -  Reich allemand : 22 décembre 1938.
  -  États-Unis : 7 avril 1939.
  -  Danemark : 16 février 1940.
  -  Finlande : 16 septembre 1940.
  -  Pays-Bas : 16 octobre 1940.
  -  Empire du Japon : 17 février 1944.

## Distribution
- Paul Hartmann : Prank
- Fritz Kampers : Moebius
- Albert Hehn : Fabian
- Herbert A.E. Böhme : Gerdes
- Paul Otto : Wissmann/Kofl
- Josef Dahmen : Zuschlag
- Willi Rose (de) : Krause
- Jutta Freybe (de) : Isabel Prank
- Carsta Löck : Gerda
- Gisela von Collande : Anna Moebius
- Otz Tollen : Reinwald
- Wilhelm Althaus (de) : L'adjudant
- Heinz Welzel : Romberg
- Wolfgang Staudte : Ellermann
- Walter Bluhm : Husar
- Heinz Engelmann (de) : Le cuirassier
- Hans Rudolf Ballhausen : Reuter
- Joachim Rake (de) : Heuser
- Heinz Sedlak : Langwerth
- Erik Radolf (de) : Bülow
- Malte Jaeger : Overbeck
- Heinrich Schroth : Stoluft
- Walter Lieck (de) : Baumlang, le déserteur
- Georg Georgi : Le premier soldat du conseil
- Nico Turoff (de) : Le second soldat du conseil
- Hans Bergmann : Le troisième soldat du conseil
- Theo Shall : Cecil Brown
- Reinhold Pasch : L'officier américain
- André Saint-Germain : L'officier français
- Lothar Körner : Le père de Fabian
- Elsa Wagner : La mère de Fabian
- Waltraut Salzmann : La sœur de Fabian
- Oskar Aigner : Juwelier
- Ernst Sattler (de) : L'inspecteur
- Irene Kohl (de) : La femme de l'inspecteur
- Martha von Kossatzki : La gouvernante Barbara
- Hildegard Fränzel (de) : Mme Müller
- Heinrich Krill : Père Kunkel
- Fritz Petermann : Un pilote
- Paul Dahlke : M. Schnaase
- Karl Haubenreißer : Schieber
- Martin Rickelt (de) : L'apprenti pilote
- Herbert Weissbach : Le second adjoint
- Herbert Schimkat : Meier
- Aribert Grimmer (de) : Pachulke
- Serag Monier (de) : Le propriétaire de cabaret
- Gaston Briese (de) : Raffke
- Valerie Borstel : Mme Raffke
- Ilva Günten : La patronne de la pension
- Lutz Götz (de) : Le gendarme de Darmstedt
- Oskar Höcker : Le gendarme territorial
- Fritz Marlitz : l'officier de police
- Franz Weber (de) : Le majordome au ministère
- Karl Meixner (de) : Le meneur communiste
- Friedrich Gnaß : Holzapfel
- Werner Stock (de) : Le compagnon de Holzapfel
- Ernst Dernburg : Le directeur de la prison
- Eduard Bornträger (de) : L'inspecteur Weiß
- Gerhard Bienert : Le gardien de prison
- Gerhard Dammann (de) : Zörgiebel
- Max Hiller : l'adjoint